# Яковлева, Татьяна Ивановна
Татьяна Ивановна Яковлева (род. 17 марта 1958, Воронцовка, Павловский район, Воронежская область, РСФСР, СССР) — казахстанский общественно-политический деятель, депутат Мажилиса Парламента Республики Казахстан IV, V, VI созывов (2007—2021).

## Биография
В 1981 году окончила Целиноградский сельскохозяйственный институт, в 1995 году получила учёную степень «кандидат экономических наук», тема диссертации: «Перспективы развития и повышения экономической эффективности картофелепродуктового подкомплекса в условиях перехода к рыночным отношениям».
1981—1993 гг. — младший научный сотрудник, ассистент, аспирант, старший преподаватель Целиноградского сельскохозяйственного института.
1993—1998 гг. — заместитель начальника Целиноградского облсельхозуправления.
Февраль — октябрь 1998 года — начальник управления экономики Акмолинской области.
Октябрь 1998 — март 1999 — начальник управления экономики города Астаны.
1999—2003 — директор департамента экономики и развития малого бизнеса города Астаны.
2003—2006 гг. — генеральный директор туристской компании ТОО «Астана-Тан».
2006 г. — преподаватель Евразийского национального университета имени Л. Н. Гумилёва.
Октябрь 2006 — август 2007 — директор департамента экономики и бюджетного планирования города Астаны.
С августа 2007 года по январь 2021 года — депутат Мажилиса Парламента Республики Казахстан IV, V, VI созывов от партии «Нур Отан». С 24 марта 2016 года по январь 2021 года — секретарь комитета по финансам и бюджету Мажилиса.

## Награды
- Медаль «За трудовое отличие»
- Медаль «Астана» (1998)
- Медаль «10 лет Конституции Республики Казахстан» (2005)
- Медаль «МПА СНГ. 25 лет» (27 марта 2017 года, Межпарламентская ассамблея СНГ) — за заслуги в деле развития и укрепления парламентаризма, за вклад в развитие и совершенствование правовых основ функционирования Содружества Независимых Государств, укрепление международных связей и межпарламентского сотрудничества[3]
- Почётная грамота Совета МПА СНГ (28 ноября 2013 года, Межпарламентская ассамблея СНГ) — за активное участие в деятельности Межпарламентской Ассамблеи и её органов, вклад в укрепление дружбы между народами государств — участников Содружества Независимых Государств[4]
- Почётная грамота Межпарламентской ассамблеи СНГ (2011 год, Межпарламентская ассамблея СНГ)[5]